# 御藏島村
御藏島村（日语：／ Mikurajima mura */?）為東京都的村之一。位于伊豆諸島中部，管轄島嶼包括御藏島及無人島藺灘波島。位于東京都心以南約200公里的海面上。

## 概要
- 面積 - 20.58平方公里
- 人口 - 271人
- 戶數 – 141戶

## 外部連結
- 東海汽船 （页面存档备份，存于）（日語）